# Can't Hold Us
Singles de Macklemore et Ryan Lewis
Same Love
(2012) Whits Walls
(2013)
Can't Hold Us est une chanson de Macklemore et Ryan Lewis issue de leur premier album studio, intitulé The Heist (2012). La chanson en collaboration avec Ray Dalton est sortie pour la première fois aux États-Unis le 17 avril 2013 en tant que troisième single de l'album.
À la suite du succès de Thrift Shop, cinquième et dernier single de l'album, Can't Hold Us réapparut dans les classements musicaux et devient, deux ans après sa sortie, disque de platine aux États-Unis.

## Classement hebdomadaire
| Classement (2013)                       | Meilleure position |
| --------------------------------------- | ------------------ |
| Allemagne (Media Control AG)            | 3                  |
| Australie (ARIA)                        | 1                  |
| Autriche (Ö3 Austria Top 40)            | 3                  |
| Belgique (Flandre Ultratop 50 Singles)  | 2                  |
| Belgique (Wallonie Ultratop 50 Singles) | 2                  |
| Canada (Hot 100)                        | 2                  |
| Costa Rica (top 40 airplay)             | 2                  |
| Danemark (Tracklisten)                  | 4                  |
| Écosse (OCC)                            | 4                  |
| Espagne (PROMUSICAE)                    | 31                 |
| États-Unis (Hot 100)                    | 1                  |
| États-Unis (R&B/Hip-Hop Songs)          | 1                  |
| États-Unis (Rap Songs)                  | 1                  |
| Finlande (Suomen virallinen lista)      | 3                  |
| France (SNEP)                           | 3                  |
| France (Club 40)                        | 10                 |
| Grèce                                   | 2                  |
| Hongrie (Rádiós Top 40)                 | 20                 |
| Hongrie (Dance Top 40)                  | 8                  |
| Hongrie (Single Top 40)                 | 12                 |
| Irlande (IRMA)                          | 3                  |
| Islande (Tónlist)                       | 14                 |
| Israël (Media Forest)                   | 3                  |
| Liban (Lebanese Top 20)                 | 6                  |
| Nouvelle-Zélande (RMNZ)                 | 4                  |
| Norvège (VG-lista)                      | 4                  |
| Pays-Bas (Nederlandse Top 40)           | 4                  |
| Pologne (ZPAV)                          | 1                  |
| Pologne (Dance Top 50)                  | 14                 |
| Portugal(top 50)                        | 8                  |
| Tchéquie (IFPI Rádio)                   | 4                  |
| Royaume-Uni (UK Singles Chart)          | 3                  |
| Royaume-Uni (UK R&B Chart)              | 1                  |
| Slovaquie (IFPI Rádio)                  | 8                  |
| Suède (Sverigetopplistan)               | 1                  |
| Suisse (Schweizer Hitparade)            | 4                  |

### Certifications
| Pays             | Organisme | Certification | Vente     |
| ---------------- | --------- | ------------- | --------- |
| Allemagne        | BVMI      | 3 × Or        | 450 000   |
| Australie        | ARIA      | 4 × Platine   | 280 000   |
| Belgique         | BEA       | Platine       | 30 000    |
| Canada           | CRIA      | 4 × Platine   | 320 000   |
| Danemark         | IFPI      | 4 × Platine   | 120 000   |
| États-Unis       | RIAA      | 4 × Platine   | 4 000 000 |
| France           | SNEP      | Diamant       | 500 000   |
| Nouvelle-Zélande | RIANZ     | 2 × Platine   | 30 000    |
| Royaume-Uni      | BPI       | Platine       | 600 000   |
| Suède            | GLF       | 2 × Platine   | 80 000    |
| Suisse           | IFPI      | Platine       | 30 000    |

## Historique de sortie
| Région     | Date             | Format                 | Label            |
| ---------- | ---------------- | ---------------------- | ---------------- |
| États-Unis | 17 avril 2013    | Téléchargement digital | Macklemore LLC   |
| États-Unis | 12 novembre 2012 | 7" single              | Macklemore LLC   |
| Allemagne  | 24 mai 2013      | CD single              | Rykodisc Records |